# 869 (numero)
Ottocentosessantanove (869) è il numero naturale dopo l'868 e prima dell'870.

## Proprietà matematiche
- È un numero dispari.
- È un numero composto con 4 divisori: 1, 11, 79, 869. Poiché la somma dei suoi divisori (escluso il numero stesso) è 91 < 869, è un numero difettivo.
- È un numero semiprimo.
- È un numero nontotiente in quanto dispari e diverso da 1.
- È un numero malvagio.
- È un numero intero privo di quadrati.
- È un numero palindromo e un numero ondulante nel sistema posizionale a base 28 (131).
- È un numero congruente.
- È parte delle terne pitagoriche (869, 3060, 3181), (869, 4740, 4819), (869, 34320, 34331), (869, 377580, 377581).

## Astronomia
- 869 Mellena è un asteroide della fascia principale del sistema solare.
- NGC 869 è un ammasso aperto della costellazione di Perseo.

## Astronautica
- Cosmos 869 è un satellite artificiale russo.